# Supetarska Draga
Supetarska Draga je naselje in zaliv na severozahodnem delu otoka Rab ob koncu istoimenskega zaliva (Hrvaška), ki upravno spada pod mesto Rab; le-ta pa spada pod Primorsko-goransko županijo.

## Geografija
Kraj leži na koncu zaliva Supetarska draga, v katerem stoji tudi marina: ACI marina Supetarska Draga.
Zaliv je izpostavljen severozahodnim vetrovom. Tudi burja in jugo
močno pihata.
Marina, ki lahko sprejme plovila dolga do 20 m, ima 220 privezov v morju in 50 mest na kopnem, tehnični servis in 10 tonsko dvigalo. Marina ima več pomolov, na enem  stoji svetilnik, ki oddaja svetlobni signal:R Bl 5s.

## Zgodovina
V kraju je bil leta 1060 ustanovljen benediktinski samostan, ki pa je bil opuščen že v 16. stol. Del samostanskega poslopja  so 1849 obnovili v župnjiski dvorec. Samostanu je pripadala današnja cerkev, s tremi cerkvenimi ladjami, ki je najstarejši ohranjen staroromanski objekt na področju Kvarnerja. V zvonik ob cerkvi sta dva zvonova: prvi iz leta 1299 je najstarejši ohranjen zvon na vzhodni obali Jadrana, Drugi zvon pa je iz leta 1593.

## Zanimivosti
V zalivu so bile v preteklosti soline. Sedaj je na področju bivših solin gnezdišče in prezimovališče številnih vrst ptic.

## Demografija
| Pregled števila prebivalcev po letih | Pregled števila prebivalcev po letih | Pregled števila prebivalcev po letih | Pregled števila prebivalcev po letih | Pregled števila prebivalcev po letih | Pregled števila prebivalcev po letih | Pregled števila prebivalcev po letih | Pregled števila prebivalcev po letih | Pregled števila prebivalcev po letih | Pregled števila prebivalcev po letih | Pregled števila prebivalcev po letih | Pregled števila prebivalcev po letih | Pregled števila prebivalcev po letih | Pregled števila prebivalcev po letih | Pregled števila prebivalcev po letih |
| ------------------------------------ | ------------------------------------ | ------------------------------------ | ------------------------------------ | ------------------------------------ | ------------------------------------ | ------------------------------------ | ------------------------------------ | ------------------------------------ | ------------------------------------ | ------------------------------------ | ------------------------------------ | ------------------------------------ | ------------------------------------ | ------------------------------------ |
| 1857                                 | 1869                                 | 1880                                 | 1890                                 | 1900                                 | 1910                                 | 1921                                 | 1931                                 | 1948                                 | 1953                                 | 1961                                 | 1971                                 | 1981                                 | 1991                                 | 2001                                 |
| 547                                  | 569                                  | 680                                  | 686                                  | 678                                  | 809                                  | 809                                  | 933                                  | 1054                                 | 1085                                 | 1047                                 | 1013                                 | 1052                                 | 1114                                 | 1164                                 |